# Allophyes benedictina
Allophyes benedictina là một loài bướm đêm trong họ Noctuidae.